# Tajná
Tajná (Hongaars: Tajnasári) is een Slowaakse gemeente in de regio Nitra, en maakt deel uit van het district Nitra.
Tajná telt 289 inwoners.